# E-8指挥机
诺斯罗普·格鲁曼E-8（英語：Joint Surveillance Target Attack Radar System，“联合监视目标攻击雷达系统”，英文缩写为Joint STARS，因此又名E-8“联合星”），是美国格鲁门公司的一种集机载地面监视、战斗管理、指挥及控制功能于一身的飞机。它可以跟踪地面车辆及部分飞机、收集图像、向地面和空中的指挥人员传递战术图像。E-8由美国空军及美国空軍国民警卫队使用，同时机上也会搭载经过特殊训练的美国陆军人员作为额外机组成员。

## 发展
E-8由美国陆军及美国空军各自独立的项目发展而来，这些项目意在发展用于远程发现、定位并摧毁敌方装甲力量的技术。1982年这些项目合并为一个并由空军领导。E-8的概念及传感器技术发展自诺斯罗普公司的默蓝验证机。最初的合同在1985年9月给予了格鲁曼公司，合同包含两架E-8A。

### 升级
2005年，诺斯罗普格鲁曼获得了一个升级发动机及其它机载系统的合同。
2008年12月，一架装备新发动机的E-8C测试飞机进行了首飞。2009年，诺格开始了对发动机及其它机载系统的升级工作2009年更新曾因空军考虑其它选项的原因被暂停。

### 未来
2010年3月，美国空军开始对下一代地面移动目标探测飞机进行替代计划分析（AoA）。这项研究于2012年3月结束，并且建议购买一种基于新型商务喷气式飞机的ISTAR（情报、监视、目标获取、侦查）飞机。但在2012年3月20日的参议院军事委员会会议上，空军表示目前预算不能负担一种新的ISTAR平台，E-8是中近期唯一可行的选择。2012年10月，一架测试机安装了来自惠普的中央计算机，并于2013年展开测试工作。在替代计划分析（AoA）开始之前，普惠收到了用于更换两个批次发动机的资金，一批用于E-8测试机，另一批暂时储存。同时由于财政状况不佳，空军并没有将E-8机队全部换装新发动机的计划。诺格希望替换E-8的数据链系统，但空军同样因为财政原因拒绝了这一想法。空军表示E-8正处于能力提升阶段，预计到2030年之前都会保持在役。
2014年1月23日，美国空军宣布了一项寻求代替E-8C的新型飞机的计划，新飞机会基于一种商务喷气机。这个项目被称为“翻新JSTARS”，计划在2022年形成初始战斗力。新飞机的机体必须更加高效，机载平台、机载传感器、战斗管理指挥、通信等子系统会分拆为单独的合同进行分包。“翻新JSTARS”项目目前没有资金注入，并且没有列入空军2014财年预算。项目有可能在2015财年启动。
2014年4月8日，空军召集了对“翻新JSTARS”项目有兴趣的厂商，与会者有波音、庞巴迪宇航和湾流宇航。空军的采购文件表示代替E-8C的新飞机机体需要“显著地小型化和高效”。 前期要求候选飞机能搭载10-13人，同时拥有3.96-6.1米的雷达阵列。虽然这些要求低于E-8C，但是对于典型商务喷气机来说仍然很有挑战性，有可能需要一个相对更大的平台。机组成员及传感器的要求类似于已被取消的原计划代替E-8的E-10 MC2A。空军计划在2016财年授予合同，这样快的节奏部分是为了避免预算被重新分配给其它项目。代替E-8C的计划避免了大约110亿美元的保养费用。 新飞机计划能在38,000英尺的高空持续飞行8小时，项目管理者同时对FAA认证的驾驶舱、空中加油能力等方面感兴趣。另一个潜在的需求点是能视距外同无人机通信的能力。其它对机载电子系统合同有兴趣的厂商包括：罗克韦尔柯林斯、洛克希德·马丁、雷锡恩、BAE等。
湾流在2014年5月确认它将使用G650作为基础平台并同国防承包商合作竞标空军的替代JSTARS项目。 庞巴迪考虑推出环球快车6000，此机型已经有被改装为英国皇家空军的雷锡恩“哨兵”和美国空军E-11A的成功经验。波音计划推出基于波音737-700机体的解决方案。波音737-800已经成功运用于海军的P-8项目中。如果空军想要一种较大的平台波音的方案将会受青睐。机体大小的选择取决于空军想要在野战机场部署的能力还是需要一个能装载更多设备的平台。
诺斯罗普格鲁曼也宣布有兴趣参加下一代JSATRS项目，但是依然没有确认会采用哪一种机体。诺格在2014年宣布拥有一架集合了JSTARS能力的湾流G550飞机，并且已经有超过500小时的飞行时间。 洛克希德·马丁也宣布联合雷锡恩和L3通信参与此项目竞争，但是在空军决定到底采用改装的客机还是商务机平台之前不会确定采用什么样的机体。
2015年8月7日，空军同波音、洛克希德马丁和诺斯罗普格鲁曼签订了为期一年的前期工程合同。E-8C将会于2019年开始退役，一份工程设计合同将会授予两架测试机。接下来是三架飞机的合同，预期在2023年形成初始战斗力。剩余的12架飞机将在2024年采购2017年3月2日，诺斯罗普格鲁曼宣布向空军提交“翻新JSTARS”项目的计划。

## 设计

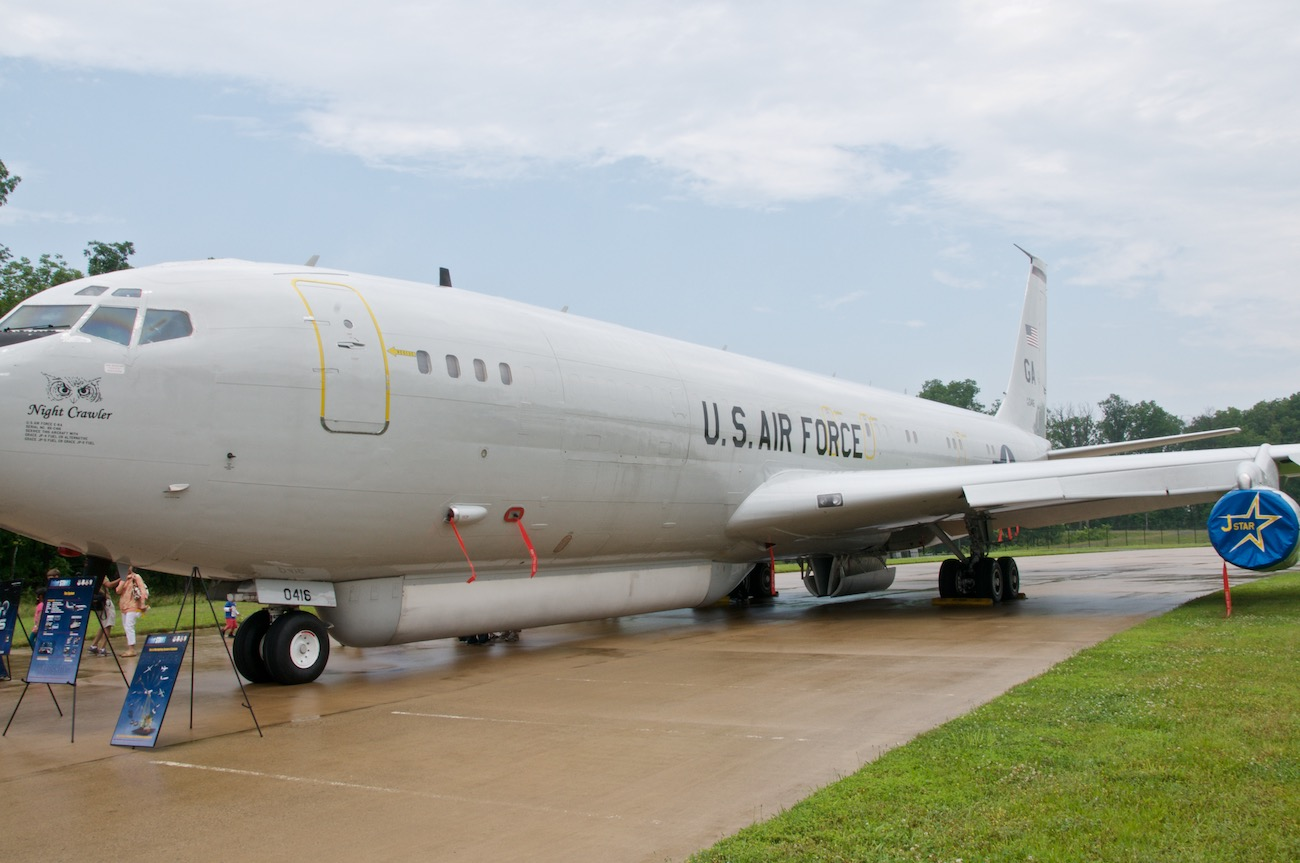
诺斯罗普格鲁曼E-8A，侧视雷达的雷达罩位于前机身下方。

E-8C由波音707-300发展而来，装备特殊的雷达、通信设备、任务控制设备等子系统。其最显著的外部特征是前机身下方12米长的独木舟形雷达罩，内部有7.3米长的APY-7侧视被动电子扫描阵列天线。
E-8C可以快速响应并支援全球范围内的突发军事行动。其具有很强的抗电子干扰能力。E-8C在仅靠内油的情况下可以连续飞行9个小时，在空中加油的情况下它还能进一步扩展连续执行任务的能力。

### 雷达与机载系统

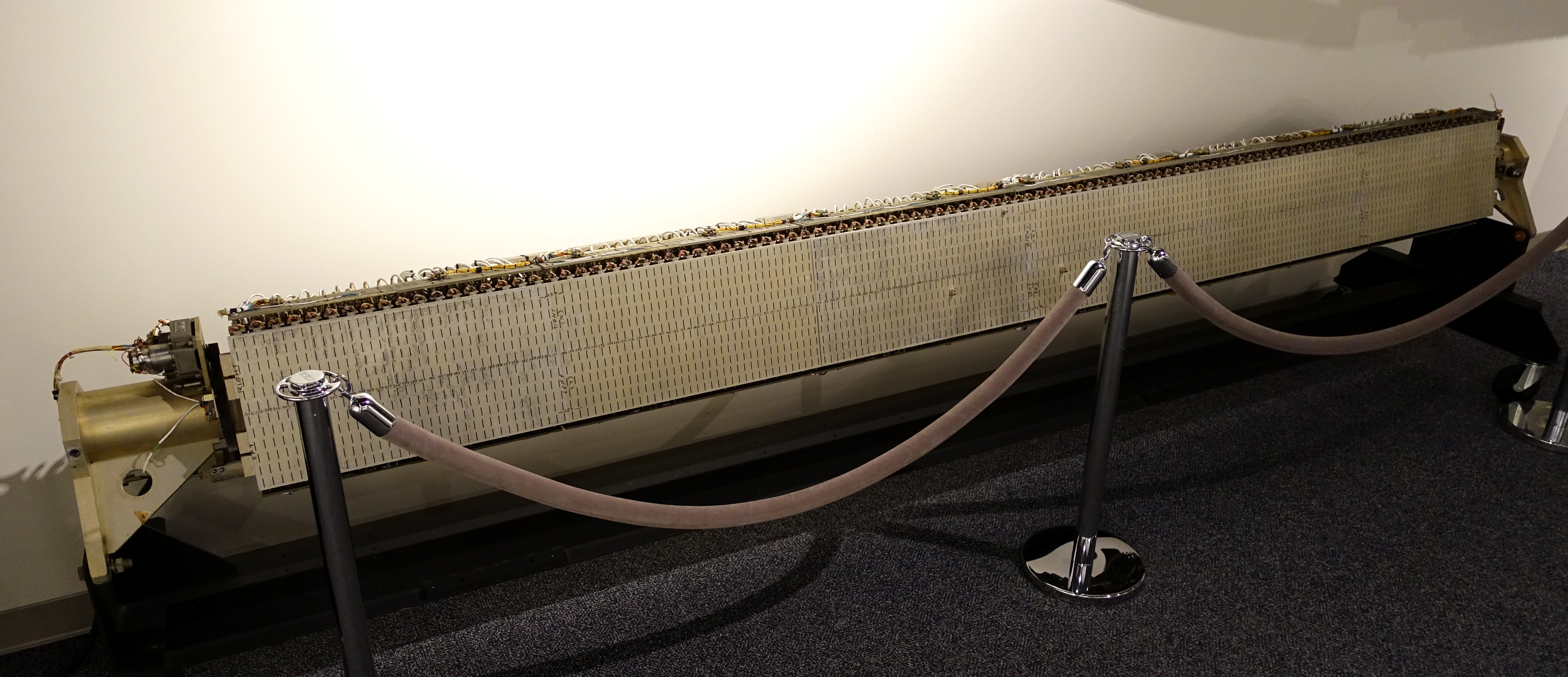
“铺路者”雷达，JSTARS雷达的原型。

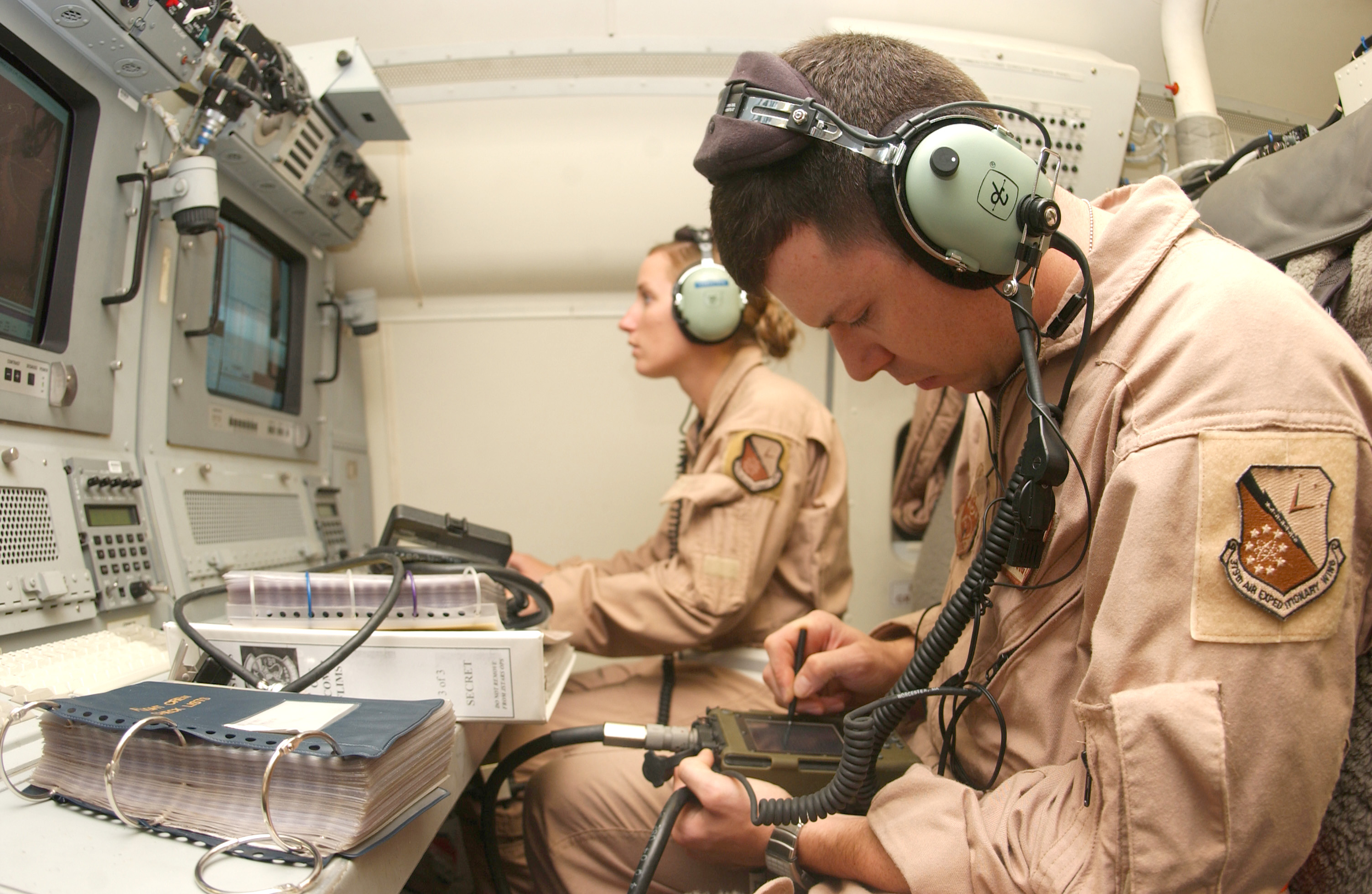
E-8的机组成员在准备飞行。

AN/APY-7可以工作在多种模式下：广域监视、地面移动目标指示（GMTI）、固定目标指示（FTI）、合成孔径雷达（SAR）。
AN/APY-7雷达利用多普勒效应追踪移动目标，具有防区外远距离识别能力。雷达天线可以转向任意一边，拥有120°的视角，能覆盖50,000平方公里的范围并在250公里外同时跟踪600个目标。但GMTI模式不能识别太小、密度过低或静止的目标。AN/APY-7雷达的数据处理能力可以使它分辨装甲车辆与普通卡车，便于作战人员更好地选择合适的弹药。
SAR模式可以生成静止物体的图像。除了能检测、定位和追踪大量地面车辆以外，E-8的雷达还具有有限的探测直升机、旋转天线和低空慢速固定翼飞机的能力。

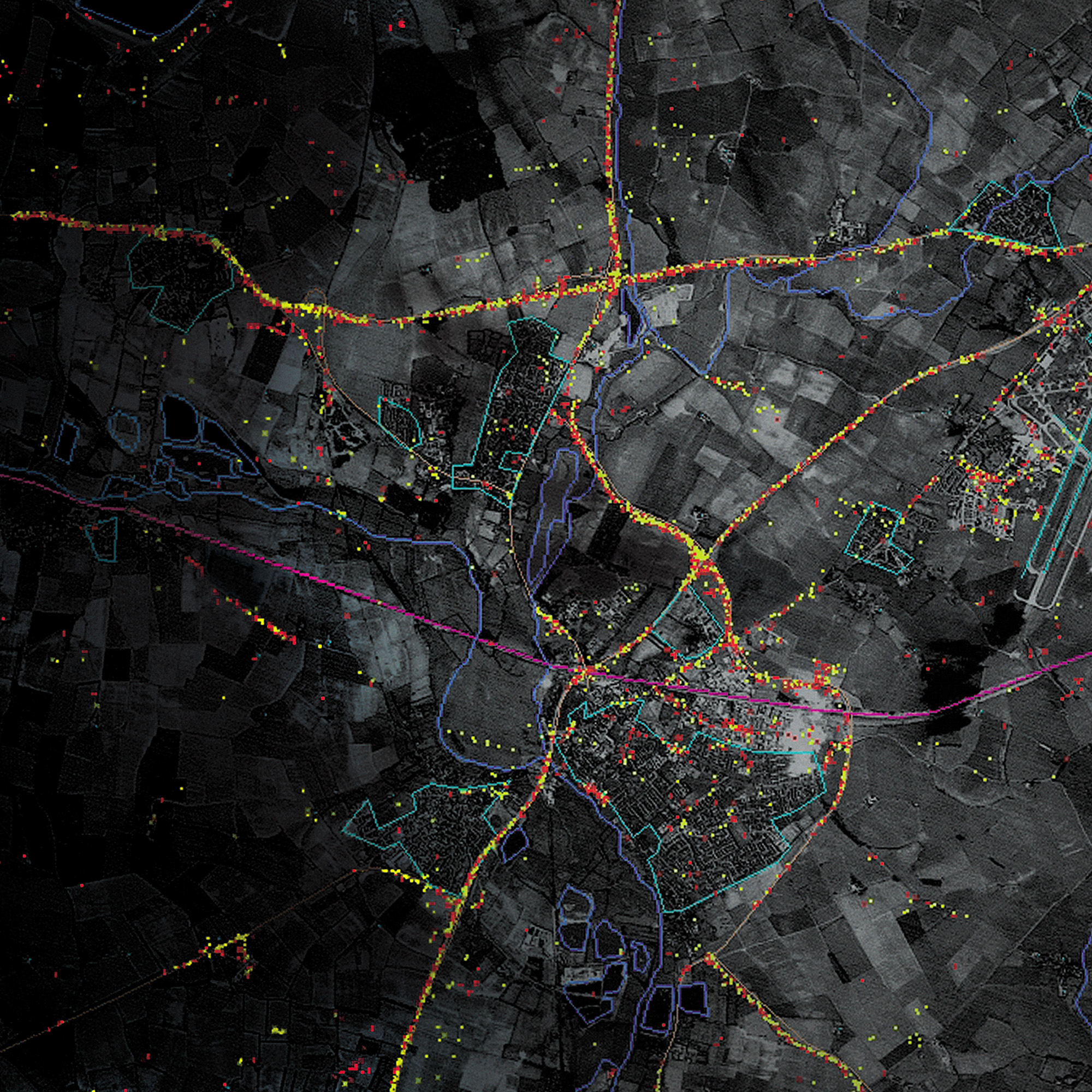
AN/APY-7雷达的GMTI模式图像。

E-8C的雷达和计算机系统可以汇集和显示广泛而又细致的战场信息。数据是实时收集的，包括敌我地面力量的位置和移动信息。这些信息可以经过保密的监视与控制数据链（SCDL）线路很快地传递至美国陆军的地面站，或者通过特高频卫星通信传递至地面的C4I节点。
E-8C的其它主要任务装备包括通信/数据链和行动/控制子系统。拥有18人的工作站在屏幕上显示计算机处理过的图表，机上的操作员和技师操作战斗管理、监视、武器、情报、通信和系统维护等功能。
诺斯罗普格鲁曼在一架E-8C上测试了MS-177摄像机，以获得实时的目标目视确认能力。

### 战斗管理
在从维和到战争的多种任务中，E-8C可以为空袭、海基火力、野战炮兵等提供目标数据和情报。这些信息可以帮助指挥官更好地掌控战场。
E-8的地面移动目标雷达可以提供地面车辆的大致数量、位置、速度和移动方向，但它不能确定这些车辆具体是什么型号、有什么装备、是敌是友。所以指挥官通常还会参考其他的信息来源。在美国陆军中，JSTARS发送的数据由陆军地面站点分析及分发。

## 服役历史

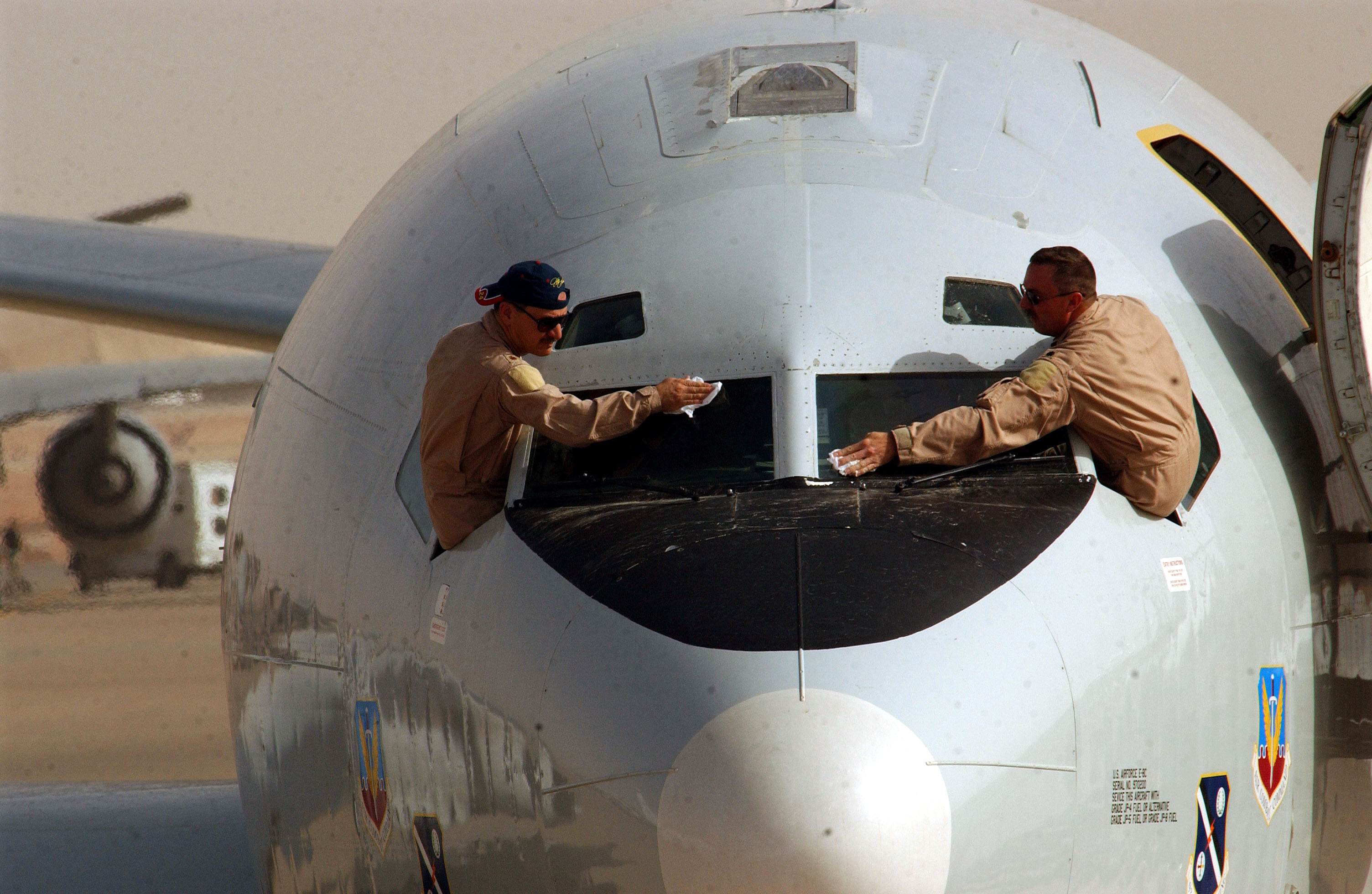
在伊拉克，飞行员正在清洁一架来自罗宾斯空军基地的E-8的风挡。

1991年，两架正在研发中的E-8A参加了沙漠风暴行动。这两架E-8准确地追踪到了伊拉克的坦克及飞毛腿导弹。飞行员驾驶着这两架研发中的飞机飞行了49个架次，积累了超过500小时的战斗飞行时间，达到了100%的任务效率。
1995年12月开发中的E-8A参与了北约在波黑的行动。这次行动在友方空域飞行，监控地面的行动以确认各方是否遵守代顿协定。在这次任务中，E-8A飞行了95架次，积累了超过1000小时飞行时间，达到98%的任务效率。
1996年6月11日，美国空军第93空中控制联队接收了第一架E-8C，同年10月参加了在波黑的行动。第一架E-8C及另一架预生产型E-8C在波黑飞行了36架次，达到了超过470飞行小时与100%的任务效率。第93空中控制联队在1997年12月18日接收了第二架生产型飞机后宣布形成初始战斗力。E-8C在1999年2月至6月参与了北约轰炸南斯拉夫，在行动中积累了超过1000小时飞行时间，达到94.5%的任务效率。
2002年10月1日，第93空中控制联队在佐治亚州罗宾斯空军基地与第116轰炸机联队混合。第116轰炸机联队本来是一个装备B-1B轟炸機的美国空中国民警卫队联队，但随着美国空军重整B-1B机队，第116联队的B-1B被调离。由于佐治亚州州长与国会代表团的广泛努力，导致第93空中控制联队与第116轰炸机联队混合，重新编为第116空中控制联队，而第93空中控制联队在同日停止飞行活动。第116空中控制联队成为了第一个完全由空军现役人员和空中国民警卫队人员混编的飞行联队。
第116空中控制联队深度参与了持久自由行动和伊拉克自由行动，获得了很高的任务效率，并积累了10,000战斗飞行小时。联队在2005年3月23日接收了最后一架E-8C。E-8C长期支持在朝鲜及伊拉克的各种行动。配备升级后的行动和控制子系统的第十二架生产飞机于2001年11月5日交付给美国空军。
2009年3月13日，一个遗留的测试插头造成了一架E-8C在空中加油的过程中油箱破裂。这次事故未造成人员伤亡，但造成了2500万美元的损失。
2009年9月3日，莱克星顿研究所的劳伦·汤普森提出E-8C应该去阿富汗追踪叛乱分子而不是在地上闲置，他认为JSTARS的雷达拥有跟踪叛乱分子个体及发现他们安装路边炸弹的能力。 但莱克星顿研究所接收了很多来自国防承包商的资助，包括诺斯罗普格鲁曼，因而它的中立性被一些人质疑。最近JSTARS在阿富汗试验一些探测塔利班的技术手段。
2010年11月28日，由于日渐提升的战争危险，韩国政府请求美国派出JSTARS在朝韩非军事区附近监测朝鲜的军事调动。
2011年1月17日，诺斯罗普格鲁曼的E-8C测试机完成了在加利福尼亚州木古角海军航空站的第二次部署，与海军联合测试了其网络支持能力。E-8C执行了三次“作战效用评估”飞行，并展示了其在新架构中防区外引导反舰武器的能力。在飞行中E-8C扮演了一个网络指挥与控制节点，通过其先进的跟踪与瞄准能力向海军F/A-18战斗机发射的AGM-154联合防区外武器传送目标信息。
从2001年至2011年1月，E-8机队在5,200个战斗任务中飞行了超过63,000小时。
2011年10月1日，由空军现役人员和空中国民警卫队人员混编的第116空中控制联队停止运行。在同一天，第461空中控制联队在罗宾斯空军基地成立，并成为空军现役里唯一一个使用E-8的飞行联队，同时第116空中控制联队重新成为佐治亚州空中国民警卫队下传统的空中国民警卫队联队。两个联队使用同一批E-8，且经常混编机组执行飞行任务。

## 次型

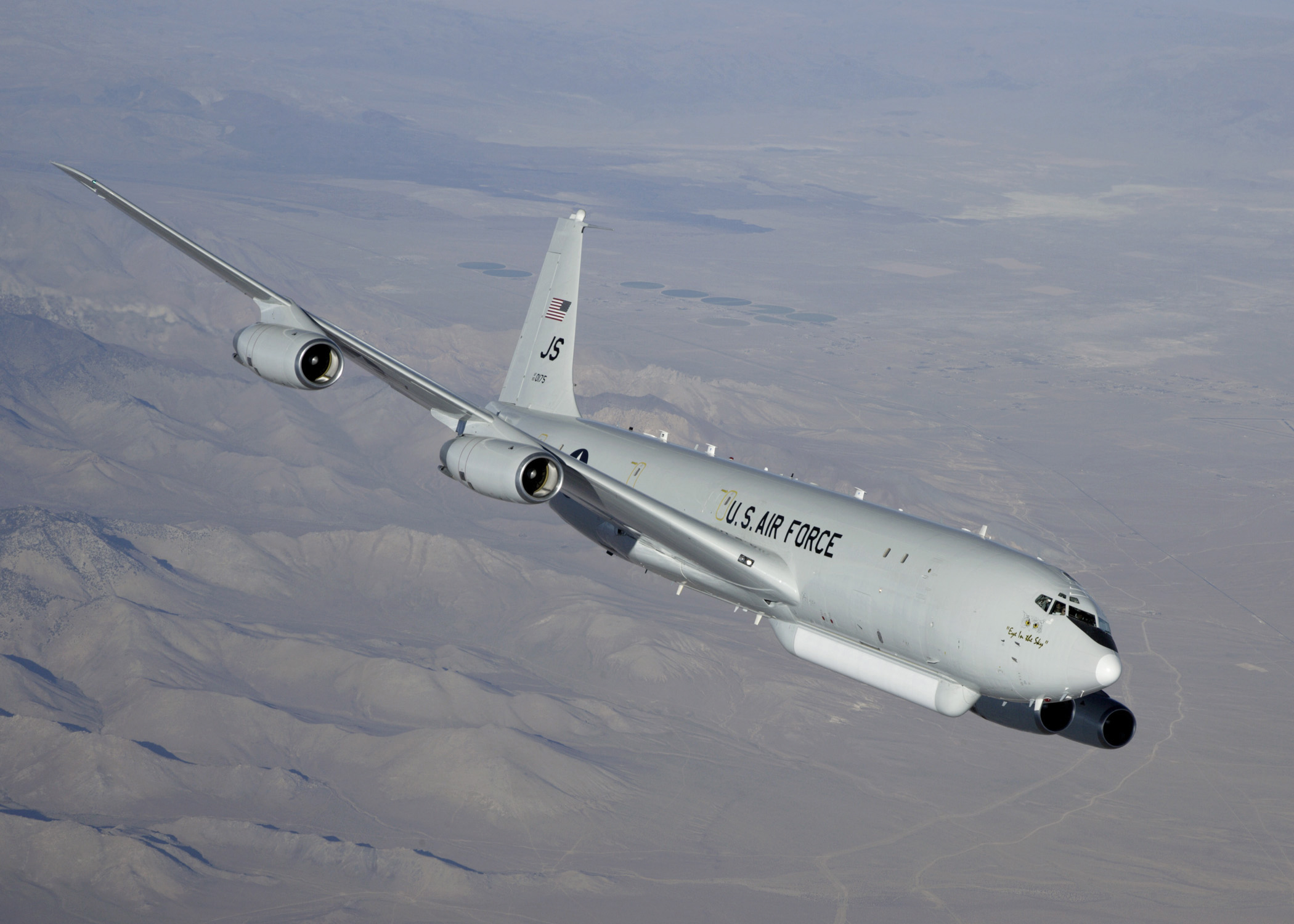
装备JT8D-219发动机的E-8C在爱德华兹空军基地试飞。

E-8A
原型机。
TE-8A
拆除了任务装备，用于机组人员培训，仅一架。
YE-8B
原本将改装为美国海军E-6，后来转到美国空军并改为JSTARS，仅一架。
E-8C
生产型 ，从二手波音707改装；其中1架从原先為加拿大行政專機的CC-137改装。

## 用户

### 美国空军
美國空軍空戰司令部(ACC)
- 第93空中监视与管制联队（英语：93d Air-Ground Operations Wing）-罗宾斯空军基地,佐治亚州(1996-2002年)
- 第461空中管制联队（英语：461st Air Control Wing）-罗宾斯空军基地,佐治亚州(2011年-2023年)
  - 第12空中指挥和控制中队（英语：12th Airborne Command and Control Squadron）
  - 第16空中指挥和控制中队（英语：16th Airborne Command and Control Squadron）

 空軍國民警衛隊(ANG)(2006年-2023年)
- 第116空中控制联队（英语：116th Air Control Wing）-罗宾斯空军基地,佐治亚州(2002年-2023年)
  - 第128空中指挥和管制中队（英语：128th Airborne Command and Control Squadron）

## 性能(E-8C)
基本资料
- 机组： 4
- 成员： 18（根据不同任務有变化）
- 全长： 46.61米
- 翼展： 44.42米
- 高度： 12.95米
- 空重： 77,564千克
- 最大起飞重量： 152,407千克
- 动力： 4 x 普拉特惠特尼TF33-102C（原始）
- 动力： 4 x 普拉特惠特尼JT8D-219（英语：Pratt & Whitney JT8D）（更换发动机）

性能
- 巡航速度： 390-510节
- 续航时间： 9小时
- 实用升限： 42,000英尺(13,000米)

机载电子设备
- AN/APY-7（英语：AN/APG-76）合成孔径雷达